# Pawo Tsuglag Threngwa
| Tibetische Bezeichnung                             |
| -------------------------------------------------- |
| Tibetische Schrift: དཔའ་བོ་གཙུག་ལག་ཕྲེང་བ་             |

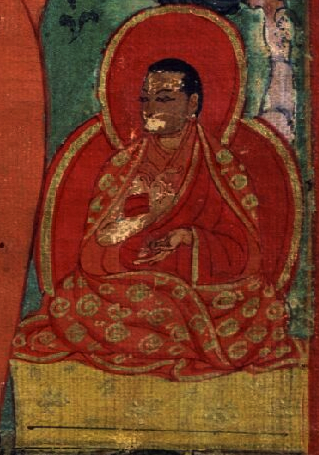
Pawo Tsuklak Trengwa

| Wylie-Transliteration: dpa’ bo gtsug lag phreng ba |

Pawo Tsuglag Threngwa (tibetisch དཔའ་བོ་གཙུག་ལག་ཕྲེང་བ་ Wylie dpa’ bo gtsug lag phreng ba; geb. um 1504; gest. um 1566), der 2. Pawo Rinpoche, war ein tibetischer Geistlicher der Karma-Kagyü-Schule und Autor eines berühmten tibetischen Geschichtswerkes mit dem Titel mkhas pa’i dga’ ston (siehe Hauptartikel).
Im Jahr 1565, einem Jahr vor seinem Tod, schrieb er einen sehr umfangreichen Kommentar zum Bodhisattva-caryāvatāra (siehe gtsug lag ’grel chen).